# Residentie Georges Simenon
De Residentie Georges Simenon is een Belgische residentiële wolkenkrabber in Luik. De toren is een ontwerp van de associatie van de architecten Henri Bonhomme en Jean Poskin. Het in 1963 afgewerkte bouwwerk met 24 verdiepingen en 80 m hoogte is een van de hogere gebouwen in het stadscentrum van Luik.
Het gebouw ligt in de wijk en op het eiland Outremeuse tussen de Maas en het afwateringskanaal van de Maas. Het ligt dicht tegen dit afwateringskanaal, daar waar de quai de l'Ourthe overgaat in de quai de la Boverie. Het gebouw is uniek in die zin dat de onderste drie verdiepingen een bouwvolume vormen, waarin kantoren gevestigd zijn, en dat een tweede bouwvolume met een lichte wijziging van oriëntatie bovenop dit eerste volume is geplaatst maar ervan gescheiden door een niveau met enkel steunpalen en geen wanden. Dit tweede volume met 20 verdiepingen bevat de appartementen van het flatgebouw.
Het is in de wijk Outremeuse, enkele straten verwijderd van de residentie waar de schrijver Georges Simenon opgroeide. Naast de woontoren eert de wijk de schrijver ook met een straat op het eiland.